# Cadlina sparsa
Cadlina sparsa is een slakkensoort uit de familie van de Cadlinidae. De wetenschappelijke naam van de soort werd voor het eerst geldig gepubliceerd in 1921 door Odhner.